# Ectropis strigularia
Ectropis strigularia är en fjärilsart som beskrevs av Stephens 1829. Ectropis strigularia ingår i släktet Ectropis och familjen mätare. Inga underarter finns listade i Catalogue of Life.